# Burago di Molgora
Burago di Molgora est une commune de la province de Monza et de la Brianza dans la région Lombardie en Italie.

## Administration
| Période                                  | Période  | Identité                    | Étiquette | Qualité |
| ---------------------------------------- | -------- | --------------------------- | --------- | ------- |
| 14 juin 2004                             | En cours | Giorgio Giovanni Stringhini |           |         |
| Les données manquantes sont à compléter. |          |                             |           |         |

### Communes limitrophes
Vimercate, Ornago, Cavenago di Brianza, Agrate Brianza

## Jumelages
Saint-Symphorien-d'Ozon (France)

## Économie
Bburago, l’entreprise de modèles réduits, a son siège à Burago di Molgora.